# NGC 5955
NGC 5955 (również PGC 55510) – galaktyka spiralna z poprzeczką (SBb), znajdująca się w gwiazdozbiorze Węża. Odkrył ją Albert Marth 25 marca 1865 roku. Jest to galaktyka z aktywnym jądrem typu LINER.